# 小米山春秋墓
小米山春秋墓，位于湖南省衡阳市祁东县石亭子镇富有村小米山北面腰。

## 历史
1981年9月，小米山春秋墓被发现。
小米山春秋墓出土的纹饰具有明显的越文化特点，故应为古越人墓葬，时代为春秋晚期。

## 出土文物
小米山春秋墓出土箭镞、铖、斧、铲、削刀等14件青铜兵器和生产工具。
据推测墓主应该是一位武士。现出土文物都保存于衡阳市博物馆。

## 文物展示图片
- 双翼式铜箭镞
- 铜削，铜凿(左，中)
- 铜矛（中）

## 古越人墓葬群
除小米山春秋墓外，湖南地区和两广地区都有出土青铜时代的越人墓。
仅在衡阳地区，就有衡南胡家港（1963年8月）、耒阳灶市（1982-1983年）、衡阳苗圃（1981年9月-1982年初）、衡山霞流等地发掘出青铜时代越墓。
截止于1987年，耒阳共发掘19座越人墓，衡阳苗圃共发掘13座越人墓。